# Quattro allegorie
Le Quattro allegorie sono una serie di quattro tavolette dipinte a olio (32x22 cm ciascuna) di Giovanni Bellini, databili al 1490 circa e conservate nelle Gallerie dell'Accademia di Venezia. Raffigurano la Perseveranza, la Menzogna, la Fortuna e la Prudenza.

## Storia
Le quattro tavolette decoravano anticamente un mobiletto da toeletta di noce, dotato anche di specchiera e rastrelliera appendi-abiti, del pittore Vincenzo Catena. Costui, facendo testamento nel 1530, lasciò questo "restello di nogera con zerte figurete de miser Zuan Belino" ad Antonio Marsili. La diffusione di questi mobiletti a fine del XV secolo era così ampia che un decreto del Senato veneziano del 1489 ne aveva limitato la fabbricazione e non era raro che la loro decorazione comprendesse raffigurazioni simboliche a carattere moraleggiante.

## Descrizione e stile
Le tavolette sono una produzione insolita nel catalogo di Bellini, accostate talvolta per il soggetto all'Allegoria sacra degli Uffizi.
La Perseveranza mostra un guerriero virtuoso a cui Bacco, su un carro trainato da putti, offre frutta. Talvolta la tavola è letta anche come allegoria della Lussuria.
La Fortuna o Incostanza, mostra una donna su un'instabile imbarcazione circondata da putti, che regge una sfera.
La Prudenza mostra una donna nuda che addita uno specchio, letta anche come Vanitas, che invita lo spettatore a rimirarsi e riflettere su sé stesso e la vanità delle cose terrene.
La Menzogna o Falsità mostra un uomo (di solito è però raffigurata come un essere femminile) che esce da una conchiglia, simbolo della tortuosità dei mezzi menzogneri. Esso, armato di serpente, simbolo di calunnia con la sua lingua biforcuta, si avventa su quello che sembra un eremita, avviato sulla via della sapienza sopra un piedistallo, dove si trova anche la firma dell'artista. Questa figura è stata letta anche come Virtus Sapientia, con la conchiglia vista come un simbolo positivo di forza generatrice.
I dipinti sono caratterizzati da una saturazione luminosa che le unifica stilisticamente, nonostante le diverse ambientazioni, e da una raffinatissima cultura iconografica, che testimonia il carattere filosofico e umanistico del Rinascimento veneziano.

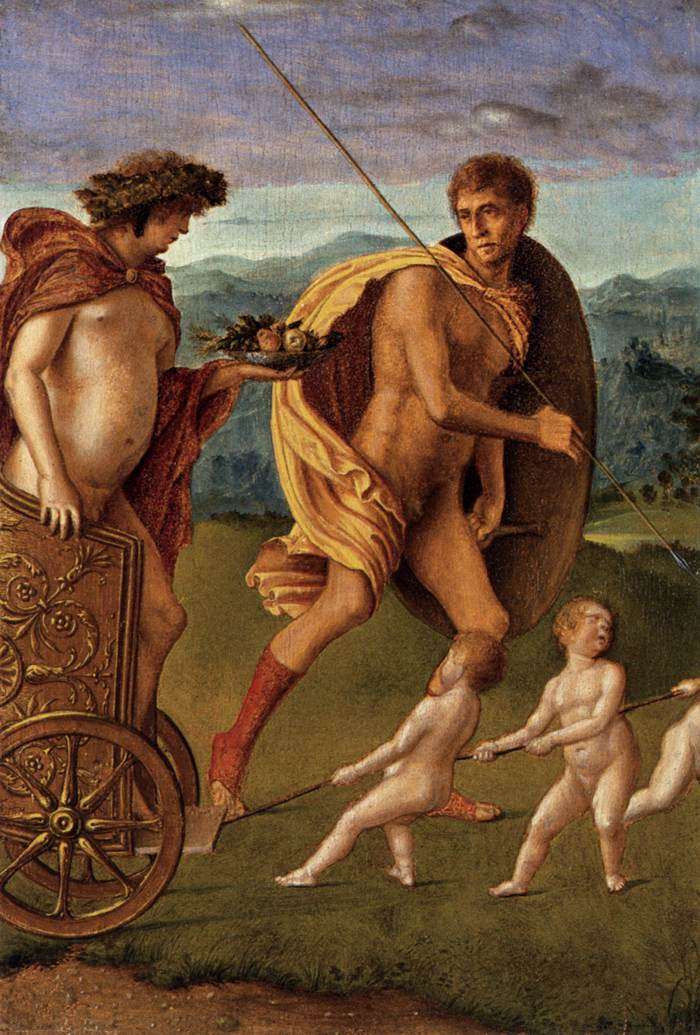
Perseveranza
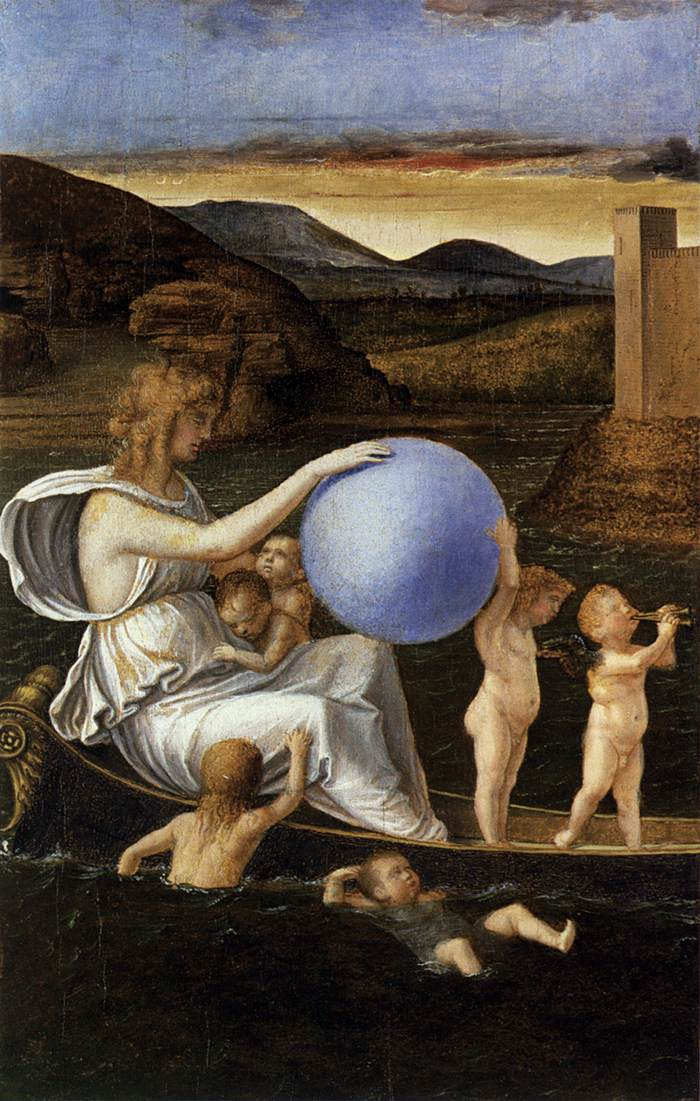
Fortuna
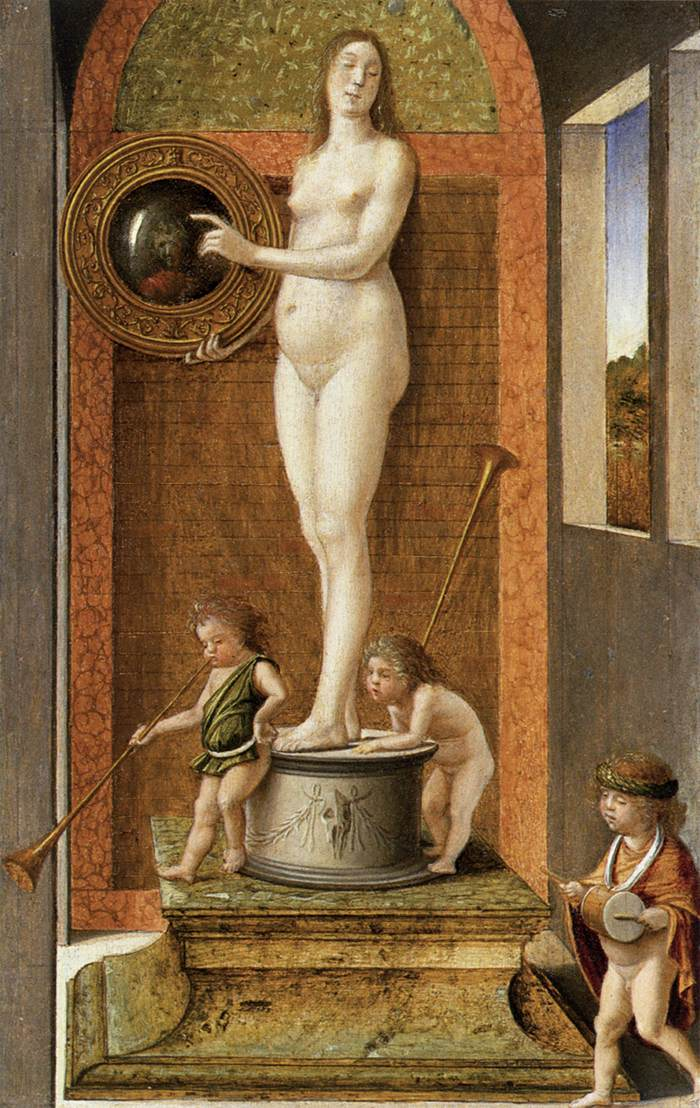
Prudenza
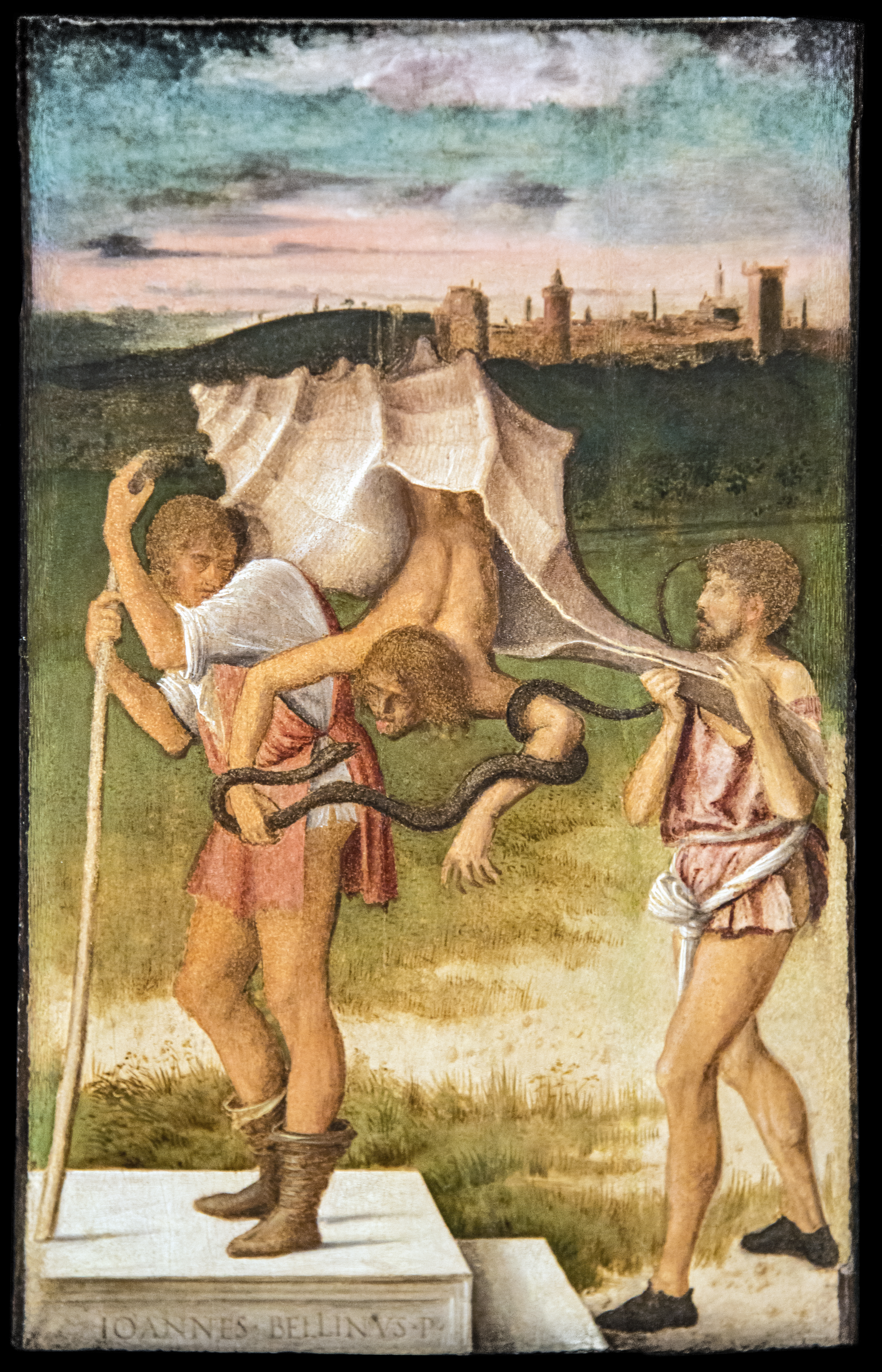
Menzogna